# Punt (ijshockey)
Een punt is een vorm van statistiek in het ijshockey. Een punt wordt gegeven aan een speler als hij een doelpunt of een assist maakt. Een assist maak je in ijshockey als je een van de twee spelers bent die de puck het laatst heeft aangeraakt voordat een teamgenoot een doelpunt maakt. Als dit maar één persoon is, is er één assist gegeven. Als na het winnen van een face-off gelijk een goal gemaakt wordt, is de winnaar van de face-off degene die de assist gegeven heeft. Als er geen assist wordt gegeven voor een doelpunt, is het doelpunt unassisted. Alleen de doelpuntenmaker krijgt dan een punt.
In de National Hockey League krijgt aan het einde van het seizoen de speler met de meeste punten de Art Ross Trophy. Wayne Gretzky won de prijs het vaakst en is recordhouder aller tijden in punten. Hij is zowel topscorer in goals als assists.